# Skagen Sogn
Skagen Sogn er et sogn i Frederikshavn Provsti (Aalborg Stift).
Skagen Sogn lå i Skagen købstad, som geografisk hørte til Horns Herred i Hjørring Amt. Købstaden blev ved kommunalreformen i 1970 kernen i Skagen Kommune, der ved strukturreformen i 2007 indgik i Frederikshavn Kommune.
I Skagen Sogn ligger Skagen Kirke.
I sognet findes følgende autoriserede stednavne:
- Byfogedskoven (areal)
- Damsted Klit (areal)
- Dødningbakken (areal)
- Engelskmilen (areal)
- Engklit (areal)
- Flagbakken (areal)
- Frederikshavnsvej (station)
- Gammel Skagen (Højen) (bebyggelse)
- Grenen (areal)
- Hulsig (bebyggelse)
- Hvidegrøft (vandareal)
- Højen (bebyggelse)
- Højen Fyr (bebyggelse)
- Kandestederne (bebyggelse)
- Kappelborg (bebyggelse)
- Karred (bebyggelse)
- Kildeklitten (areal)
- Kirkeklit (areal)
- Kirkemilen (areal)
- Klarup (bebyggelse)
- Lundholm (bebyggelse)
- Nordstrand (bebyggelse)
- Pælebakke Klit (areal)
- Pælens Mile (areal)
- Rannerød (bebyggelse)
- Råbjerg Mile (areal)
- Skagen (bebyggelse, ejerlav)
- Skagen Klitplantage (areal)
- Skelstens Mile (areal)
- Spirbakken (areal)
- Starholm (bebyggelse, ejerlav)
- Studeli Klit (areal)
- Tornbakkerimmen (areal)
- Tranestederne (bebyggelse)
- Vesterby (bebyggelse)
- Vindhvarre Mile (areal)
- Øster Engklit (areal)
- Østerby (bebyggelse)